# Escándalo de la calle Huanchaca
El escándalo de la calle Huanchaca, también conocido como el Huanchacazo, fue una redada ocurrida el 15 de junio de 1969 en la ciudad chilena de Antofagasta. En la ocasión se desarrollaba una fiesta en la cual fueron detenidos 24 homosexuales, incluidos 9 hombres que se encontraban travestidos, quienes sufrieron diversos abusos y maltratos policiales.

## Historia
De acuerdo a la prensa de la época, alrededor de 50 personas se habrían reunido en la noche del sábado 14 de junio de 1969 para una fiesta de cumpleaños en una casa de fachada continua ubicada en calle Huanchaca 352. En el lugar se habían instalado carteles alusivos a la fiesta y a la orientación sexual de los asistentes, que poseían leyendas como «A la lucha: no somos machos, pero somos muchas», «Te encuentro como de pueblo, ¡zas!», «Del hecho al lecho hay poco trecho» y «Feliz cumpleaños te desea SOLOCH» (la sigla correspondería a «Sociedad Locas de Chile», término acuñado por la prensa sensacionalista en los años 1950 para referirse a los homosexuales).
Luego de que existieran denuncias de ruidos molestos, realizadas por los vecinos del sector, personal de Carabineros —comandados por el teniente Sergio Canales Ponce, el viceprimero Orlando Ramírez, el cabo Luis Núñez Leiva y el carabinero Mario Ángel— se dirigió al lugar alrededor de las 22:00 para solicitar disminuir el volumen de la música, y posteriormente a eso de las 3:00 de la madrugada del domingo 15 de junio retornaron al lugar, acompañados de una patrulla al mando del sargento segundo Manuel Aracena y el cabo Rosalindo González, en donde procedieron a detener y golpear a los asistentes a la fiesta al ser sorprendidos varios de ellos vestidos de mujer; también se señala que dos de los asistentes fueron hallados desnudos. De los aproximadamente 50 asistentes a la fiesta, alrededor de la mitad huyó por los techos y patios de las viviendas contiguas, resultando finalmente 24 personas detenidas; entre las asistentes se encontraba Marcia Torres, quien en 1973 adquirió notoriedad al ser la primera persona en Chile en someterse a una cirugía de reasignación de sexo, y quien huyó de la redada policial en Huanchaca escapando por los techos de las viviendas ubicadas en la manzana.
Las informaciones de prensa señalan que también se habían encontrado elementos que indicarían una supuesta participación de los asistentes en actividades del Movimiento de Izquierda Revolucionaria (MIR), ya que en la casa fueron hallados unos retratos del Che Guevara y un bloc de dibujo que contenía las expresiones «Colonia latinoamericana Antofagasta 69», «Por una gran patria latinoamericana» y «Así se hace integración, mierda».
Las 24 personas detenidas fueron llevadas a la Sexta Comisaría de Carabineros en calle Baquedano, en donde permanecieron todo el día domingo sin que se les permitiera cambiarse de vestuario. A las 8:30 del 16 de junio los 24 detenidos fueron trasladados desde la comisaría al Primer Juzgado del Crimen de Antofagasta para ser formalizados; en aquella ocasión la única mujer del grupo recuperó su libertad —Rita López Muñoz, quien había señalado que llegó al lugar solamente para entregar cuatro pelucas—; a las 13:00 el juez permitió a los 9 detenidos que estaban vestidos con ropas femeninas cambiarse de vestuario, y a las 13:30 del mismo día los 23 detenidos fueron trasladados a la cárcel de la ciudad. Durante dicha mañana una multitud (cifrada en 1500 personas según El Mercurio de Antofagasta y más de 3000 según La Estrella del Norte) se agolpó en las afueras de los tribunales para observar e insultar a los detenidos; una caravana de aproximadamente 30 vehículos siguió al furgón policial que llevaba a los detenidos hacia la prisión, haciendo sonar sus bocinas.
Durante la tarde del 16 de junio fueron puestos en libertad 2 detenidos por falta de méritos, mientras que otros 12 fueron liberados durante la mañana del martes 17. Finalmente los 9 homosexuales que aún se encontraban detenidos, y que eran quienes habían sido sorprendidos vestidos con ropas femeninas, fueron acusados de ofensas a la moral y las buenas costumbres y declarados reos, permaneciendo en la Cárcel Pública de Antofagasta hasta el 2 de julio, fecha en que la Corte de Apelaciones (compuesta por los ministros Rafael Garbarini, Orlando Morales y Domingo Yurac Soto) les otorgó la libertad condicional bajo fianza, previo pago de 450 escudos, tras los alegatos del abogado Hugo Soto. Posteriormente los detenidos señalaron que en el periodo en el cual estuvieron arrestados sufrieron diversos abusos y maltratos.

## Reacciones
Dado el tabú existente en la sociedad de la época, muchos de los familiares de los detenidos se enteraron recién en aquel momento de la homosexualidad de sus cercanos que habían sido arrestados. La situación generó una serie de comentarios en la prensa respecto a la homosexualidad: los periódicos locales dedicaron amplios espacios a presentar opiniones de siquiatras, profesores y abogados, entre otros.
Los medios de prensa de la época caracterizaron la redada policial como un «escándalo»: el diario antofagastino La Estrella del Norte, vespertino de corte sensacionalista, tituló en su portada del 16 de junio «Los verdes embarraron una fiesta loca, loca» con la bajada «Dos bailaban piluchitos y nueve vestían como mujeres» y acompañado de una fotografía de algunos de los detenidos. El Mercurio de Antofagasta tituló en sus páginas interiores el 16 de junio «24 detenidos en siniestra orgía de jóvenes depravados», La Nación mencionaba un «Mayúsculo escándalo por "fiestecita" antofagastina», mientras que el diario La Provincia de Ovalle tituló «50 guerrilleros "maricuecas" hacían su revolución desnudos», haciendo hincapié en la supuesta vinculación de los detenidos con actividades del MIR. La noticia trascendió las fronteras de Chile y fue publicada en el diario francés Le Monde y el periódico argentino Crónica.
El revuelo que generó en Antofagasta el escándalo de la calle Huanchaca provocó que el 18 de julio el regidor Luis Franco (en aquel entonces presidente de la Comisión de Cultura de la Municipalidad) solicitara al juez Juan Sinn Bruno del Segundo Juzgado prohibir la actuación del grupo de transformismo Blue Ballet que se realizaría aquel día en el Teatro Latorre por constituir un supuesto delito de ultraje a las buenas costumbres; el magistrado denegó la solicitud pero autorizó a Carabineros para que vigilara la ausencia de menores de 21 años en el mencionado espectáculo.